# Międzynarodowa Liga Piłki Nożnej Osób Niepełnosprawnych SENI Cup
Międzynarodowa Liga Piłki Nożnej Osób Niepełnosprawnych SENI Cup – sportowe przedsięwzięcie, mające na celu popularyzację piłki nożnej wśród osób niepełnosprawnych intelektualnie, dla których aktywność fizyczna jest ważnym elementem rehabilitacji. 
Liga SENI Cup organizowana jest przez Stowarzyszenie na Rzecz Opieki Długoterminowej i Pomocy Społecznej „Dom Pod Słońcem” w Toruniu od 2001. Partnerem, a także głównym sponsorem turnieju, który, od początku wspiera Stowarzyszenie w działaniach są Toruńskie Zakłady Materiałów Opatrunkowych SA w Toruniu. 
Rozgrywki łączą wszystkich, którzy kochają piłkę nożną, chcą się bawić, grać i uczestniczyć w rozgrywkach sportowych. Liga SENI Cup przełamuje bariery funkcjonujące w różnych grupach społecznych:
- językowe, bo w Turnieju biorą udział drużyny z wielu państw,
- płciowe, bo drużyny bywają mieszane (grają nie tylko mężczyźni, lecz także kobiety)
- wiekowe, bo nie ma wyznaczonej granicy od do i na boisku pojawiają się zawodnicy w wieku od kilkunastu do kilkudziesięciu lat,
- niepełnosprawności, bo każdy z zawodników boryka się z innymi schorzeniami i urazami, a mimo to udowadnia, że niepełnosprawność nie jest przeszkodą w dążeniu do realizacji swoich pasji. Liczą się tylko chęci.

## Zasady
Przepisy Ligi gwarantują sprawiedliwą rywalizację, ponieważ uwzględniają różne stopnie niepełnosprawności i możliwości Uczestników. Ze względu na ich zróżnicowany poziom tworzone są odpowiednie grupy sprawnościowe, tak, aby każda drużyna miała równe warunki startu i jednakowe szanse na wygraną. Tylko w takiej sytuacji zawodnicy odczuwają motywację do podejmowania wysiłku. 
Podział na grupy następuje na podstawie krótkich, kilkuminutowych gier obserwowanych z udziałem wszystkich zawodników. Przy klasyfikacji/podziale brane są pod uwagę: możliwości, umiejętności gry w piłkę nożną i ogólna sprawność ruchowa. 
Grupy sprawnościowe są cztery: A i B o wyższym poziomie umiejętności, C i D o niższym stopniu umiejętności. W poszczególnych grupach rywalizacja odbywa się w systemie każdy z każdym. Drużyny grają zatem z takimi zespołami, w skład których wchodzą zawodnicy o podobnych możliwościach. 
- Drużyna składa się z 7 zawodników (4 w polu, bramkarz i 2 rezerwowych)
- Boisko ma wymiary 40-50m x 30-35
- Czas gry: 2 x 10 minut dla silniejszych grup A i B oraz 2 x 5 minut dla grup C i D.

Do Turnieju Finałowego awansują zwycięzcy każdej z grup. 

## Turnieje kwalifikacyjne
Od 2009 roku rozgrywki eliminacyjne trwają 3 dni. Rozgrywki odbywają się na odpowiednio przygotowanych obiektach sportowych. Organizatorzy zapewniają drużynom oraz ich opiekunom nocleg wraz z pełnym wyżywieniem. W trakcie rozgrywek drużyny oczekujące na mecze lub odpoczywające po spotkaniach mogą wziąć udział w konkursach sprawnościowych. Zawodnicy mają możliwość sprawdzić swoje umiejętności w zupełnie odmiennych dyscyplinach od piłki nożnej, a najlepsi otrzymują atrakcyjne nagrody. 
Podczas wszystkich turniejów – zarówno kwalifikacyjnych, jak i turnieju finałowego organizowana jest wspólna zabawa integracyjno-rekreacyjna, podczas której przeprowadzane są zabawy konkursowe z nagrodami. Dodatkowo, od 2009 roku każdy zespół może zaprezentować swój dorobek artystyczny na specjalnie zorganizowanym wieczorze kulturalnym. Jest to czas przewidziany na występy pensjonariuszy różnych instytucji, którzy w trakcie pobytu rozwijają swoje talenty w śpiewaniu, recytowaniu, teatrze czy kabarecie, a na co dzień nie mają możliwości pochwalenia się swoimi zdolnościami. Wszyscy artyści są nagradzani.
Plan Turniejów Kwalifikacyjnych w Polsce w 2009 roku:
- Czarna koło Dębicy w terminie 20-22 maja 2009 roku (woj. podkarpackie)
- Kozienice w terminie 26-28 maja 2009 roku (woj. mazowieckie)
- Trzcianka w terminie 15-17 czerwca 2009 roku (woj. wielkopolskie)

## Turniej Finałowy
Celem kwalifikacji jest sportowa wisienka na torcie, czyli udział w Turnieju Finałowym. Najlepsze drużyny wyłonione w kwalifikacjach spotykają się w Wielkim Finale, który od 2005 roku odbywa się w malowniczej scenerii średniowiecznego miasta Torunia, którego Starówka została wpisana na listę światowego dziedzictwa kultury UNESCO. 
W Turnieju Finałowym biorą udział 32 drużyny z Polski i z zagranicy. Finał Ligi trwa 3 dni. Rozpoczyna się uroczystą paradą Zawodników ulicami Starego Miasta, którzy w towarzystwie kuglarzy i muzyków zachęcają mieszkańców do przyłączenia się do korowodu. Punktem docelowym parady jest scena główna usytuowana w średniowiecznych murach miasta. To właśnie tam, w Fosie Zamkowej, następuje uroczyste otwarcie turnieju uświetnione występami artystów. Drugiego dnia rozpoczynają się mecze na Stadionie Miejskim. Podobnie jak podczas turniejów kwalifikacyjnych, oprócz rozgrywek na Uczestników czekają dodatkowe atrakcje, m.in. zabawy plenerowe i konkursy plastyczne. 
Warto podkreślić, że wszyscy niepełnosprawni piłkarze otrzymują medale – zarówno w turniejach kwalifikacyjnych, jak i w turnieju finałowym. Każdy wysiłek jest nagradzany. W rozgrywkach SENI Cup nie ma przegranych.
Z uwagi na niewielką ilość międzynarodowych imprez sportowych dla osób niepełnosprawnych, Turniej Finałowy SENI Cup jest urzeczywistnieniem szeroko rozumianej integracji. Propaguje integrację osób niepełnosprawnych opartą na współuczestniczeniu, współistnieniu i partnerstwie. Buduje świadomość, iż niepełnosprawność nie powinna powodować wykluczenia w żadnym aspekcie życia.

## Dlaczego Ligana plus?
- Międzynarodowa Liga Piłki Nożnej Osób Niepełnosprawnych SENI Cup sprawia, że osoby niepełnosprawne intelektualnie podejmują wysiłek i przełamują się, by uczestniczyć w imprezie rekreacyjno-sportowej.
- Dzięki meczom piłkarskim niepełnosprawni zawodnicy mają wyznaczony cel, do którego dążą przez cały rok, trenując i przygotowując się do zawodów.
- Turnieje piłkarskie niwelują bariery dzielące społeczeństwo na pełnosprawnych i niepełnosprawnych.
- Liga jest dowodem dla innych niepełnosprawnych, że trzeba mieć pasje – np. sportowe, o które można dbać, rozwijać i realizować.
- Turniej propaguje idee międzynarodowej integracji społecznej osób niepełnosprawnych.
- Rozgrywki motywują mieszkańców instytucji opieki długoterminowej oraz uczestników warsztatów terapii zajęciowej do aktywności fizycznej, która jest częścią efektywnej terapii.
- Liga oswaja społeczeństwo z tematem niepełnosprawności intelektualnej poprzez wskazanie na wspólne zainteresowania osób pełnosprawnych i niepełnosprawnych.
- Nie ma przegranych, wszyscy zawodnicy są nagradzani.
- Liga umożliwia nawiązanie nowych znajomości, przyjaźni, relacji między zawodnikami, co zmniejsza uczucie społecznej izolacji.
- Udział w turnieju wpływa na zwiększenie samooceny uczestników Ligi dzięki pokonywaniu własnych barier.